# Municipio de Houstonia
El municipio de Houstonia (en inglés: Houstonia Township) es un municipio ubicado en el condado de Pettis en el estado estadounidense de Misuri. En el año 2010 tenía una población de 436 habitantes y una densidad poblacional de 5,54 personas por km².

## Geografía
El municipio de Houstonia se encuentra ubicado en las coordenadas 38°53′59″N 93°20′36″O / 38.89972, -93.34333. Según la Oficina del Censo de los Estados Unidos, el municipio tiene una superficie total de 78.7 km², de la cual 78,39 km² corresponden a tierra firme y (0,39 %) 0,31 km² es agua.

## Demografía
Según el censo de 2010, había 436 personas residiendo en el municipio de Houstonia. La densidad de población era de 5,54 hab./km². De los 436 habitantes, el municipio de Houstonia estaba compuesto por el 98,85 % blancos, el 0,23 % eran afroamericanos, el 0,23 % eran amerindios, el 0,46 % eran asiáticos y el 0,23 % eran de una mezcla de razas. Del total de la población el 0,23 % eran hispanos o latinos de cualquier raza.